# Selinia intermedia
Selinia intermedia är en svampart som tillhör divisionen sporsäcksvampar, och som beskrevs av Carlo Luigi (Carlos Luis) Spegazzini. Selinia intermedia ingår i släktet Selinia, och familjen Bionectriaceae. Arten är reproducerande i Sverige.